# Dyntråding
Dyntråding (Inocybe dunensis) är en svampart som beskrevs av P.D. Orton 1960. Enligt Catalogue of Life ingår Dyntråding i släktet Inocybe,  och familjen Inocybaceae, men enligt Dyntaxa är tillhörigheten istället släktet Inocybe,  och familjen Crepidotaceae. Arten är reproducerande i Sverige. Inga underarter finns listade i Catalogue of Life.